# ويلهلم هيرتزبيرغ
ويلهلم هيرتزبيرغ (بالألمانية: Wilhelm Hertzberg)‏ هو لغوي ومترجم ألماني، ولد في 1813 في هلبرشتات في ألمانيا، وتوفي في 1879 في مدينة بريمن في ألمانيا.